# سلجوق جان
سلجوق جان (به ترکی استانبولی: Selçuk Can،  زادهٔ ۱۰ اوت ۱۹۹۵) یک کشتی‌گیر فرنگی‌کار اهل کشور ترکیه است.
از افتخارات وی می‌توان به دو کسب مدال برنز قهرمانی کشتی جهان ۲۰۲۲ و قهرمانی کشتی جهان ۲۰۲۳ اشاره کرد.

## فعالیت حرفه‌ای

### قهرمانی کشتی جهان ۲۰۲۲
سلجوق جان در وزن ۷۲ کیلوگرم کشتی فرنگی قهرمانی کشتی جهان ۲۰۲۲ بلگراد شرکت کرد، او در مسابقه‌های اول و دوم جیون لی از کره جنوبی و گئورگ ساهاکیان از لهستان را شکست داد اما در نیمه نهایی به اولوی گانیزاده از آذربایجان باخت و به دیدار رده‌بندی رفت. وی در دیدار رده‌بندی ابراهیم ماگومدوف (ابراهیم محمدف) از قزاقستان را شکست داد و مدال برنز را به دست آورد.

### قهرمانی کشتی جهان ۲۰۲۳
سلجوق جان در وزن ۷۲ کیلوگرم کشتی فرنگی قهرمانی کشتی جهان ۲۰۲۲ بلگراد شرکت کرد، او در مسابقه‌های اول و دوم شانت خاچاتریان از ارمنستان و مایکل ویدمایر از آلمان را شکست داد اما در نیمه نهایی به ابراهیم غانم از فرانسه باخت و به دیدار رده‌بندی رفت. وی در دیدار رده‌بندی استویان کوباتوف از بلغارستان را شکست داد و مدال برنز را بدست آورد.